# Nik Berger
Nikolas „Nik“ Berger (* 18. März 1974 in Salzburg) ist ein ehemaliger österreichischer Volleyball- und Beachvolleyballspieler.

## Karriere
Nik Berger begann seine Karriere im Hallenvolleyball 1986. 1992 wurde er österreichischer Vizemeister mit dem PLO/ASV Salzburg. Anschließend erhielt der Wirtschaftsstudent ein Auslandsstipendium an der University of Hawaiʻi at Mānoa. Dort verbrachte er die folgenden beiden Jahre. Zurück in Österreich, wechselte er in die Hauptstadt und war bis 1999 mit dem Verein Donaukraft Wien vier Mal österreichischer Meister und Cupsieger. Mit der Heimeuropameisterschaft 1999 in Wien beendete Nikolas Berger seine Hallenvolleyballkarriere.
Im Jahr 1993 hatte er auch schon parallel zur Halle mit dem Beach-Volleyball begonnen. Hier wurde Berger mit verschiedenen Partnern mehrfach österreichischer Meister und erreichte einige Semifinalplatzierungen bei World-Trophy-Turnieren und auf der FIVB-Tour.
Höhepunkte in der Karriere des Allrounders waren der erste österreichische Triple-Sieg 1996 (Hallenmeister und -cupsieger sowie Beach-Volleyball-Meister im gleichen Jahr) sowie der Europameistertitel 2003 (gemeinsam mit Clemens Doppler).
Mit Oliver Stamm erreichte Nik Berger bei den Olympischen Spielen in Sydney das Achtelfinale, das sie gegen die späteren Silbermedaillengewinner Zé Marco / Ricardo verloren. Bei den Olympischen Spielen 2004 in Athen schied Berger nach einer Verletzung seines Partners Clemens Doppler mit Florian Gosch in der Vorrunde aus.
Nach der Saison 2005 ging das Duo Berger/Doppler getrennte Wege. Nik Berger gewann mit Robert Nowotny die Grand Masters 2006 am Wiener Rathausplatz.
Später wurde er zum Vizepräsidenten des Österreichischen Volleyballverbandes gewählt. Ende des Jahres 2017 gab er dieses Amt ab und wurde bis einschließlich November 2019 Sportdirektor Beach Volleyball im ÖVV.

## Privates
Nik Berger machte seinen Magister in BWL an der Wirtschaftsuniversität Wien. Danach wurde er TV-Moderator und arbeitete im Sportmarketing. In den Jahren von 2014 bis 2016 gehörte er dem Kabinett des Bundesministers für Landesverteidigung und Sport an. Er ist mit der ehemaligen Basketball-Nationalspielerin Katja Berger (geborene Tutschek) verheiratet. Die Kinder der beiden sind ebenfalls erfolgreich im österreichischen (Beach-)Volleyball. Lia (geb. 2007) ist als jüngste Spielerin aller Zeiten mit vierzehn Jahren in einem Finale der österreichischen Bundesliga zum Einsatz gekommen. Tim (geb. 2004) wurde mit seinem Partner Timo Hammarberg 2022 U20-Europameister und ein Jahr später Vizeweltmeister bei den unter Einundzwanzigjährigen.